# François Ouellet
François Ouellet, né à Québec le 18 janvier 1964, est écrivain et professeur de littérature.

## Biographie
Après des études à l’Université Laval, François Ouellet a soutenu une thèse de doctorat sur l’œuvre romanesque d’Emmanuel Bove à l’Université Paris-Sorbonne. Il est actuellement professeur de littérature à l’Université du Québec à Chicoutimi et titulaire de la Chaire de recherche du Canada sur le roman moderne. Spécialiste du roman français de l'entre-deux-guerres, ses travaux portent principalement sur les « écrivains méconnus ». Outre deux études majeures sur Emmanuel Bove, on lui doit la renaissance littéraire de Pierre Bost, romancier réédité aux éditions Le Dilettante et La Thébaïde, où ont paru aussi des inédits de l’écrivain. Il a aussi publié sur René Laporte, Jean Prévost, Paul Nizan, Gabriel Chevallier, etc. Ses travaux en littérature québécoise sont également nombreux et, inspirés par la psychanalyse, portent sur la métaphore du père. Passer au rang de Père. Identité sociohistorique et littéraire au Québec a été réédité lors de la publication de Grandeurs et misères de l’écrivain national : Victor-Lévy Beaulieu et Jacques Ferron en 2014. Il travaille sur la littérature franco-ontarienne, plus particulièrement l'œuvre du romancier Daniel Poliquin (la figure du père) et l’écriture des femmes. Il a inauguré une nouvelle critique (esthétique) de ce corpus avec Lucie Hotte. En 2021, il a obtenu le Prix Marguerite-Maillet pour ses travaux sur les littératures francophones.

## Œuvres
- La Littérature franco-ontarienne. Enjeux esthétiques (dir. avec Lucie Hotte), Le Nordir, 1996, 139 p.
- D’un dieu l’autre. L’Altérité subjective d’Emmanuel Bove, Nota bene, collection « Littérature(s) », 1998, 267 p.
- Literatur in Quebec. Eine anthologie / Littérature québécoise. Une anthologie. 1960-2000, avec Hans-Jürgen Greif, avec un avant-propos d’Ingo Kolboom, Synchron Publishers, 2000, 328 p.
- Traversées, avec François Paré, Le Nordir, 2000, 181 p. Réédition Nota bene, coll. « NB poche », 2014, 216 p.
- 100 romans français qu’il faut lire, avec Hélène Gaudreau, Nota bene, coll. « NB poche », 2002, 315 p.
- Passer au rang de Père. Identité sociohistorique et littéraire au Québec, Nota bene, collection « Essais critiques », 2002, 158 p. Réédition Nota bene, coll. « NB poche », 2014, 202 p.
- La Littérature québécoise. 1960-2000, avec Hans-Jürgen Greif, L’Instant même, coll. « Connaître », 2004, 119 p.
- Emmanuel Bove. Contexte, références et écriture, avec une préface de Bruno Curatolo, Nota bene, 2005, 218 p.
- Louis Hamelin et ses doubles, avec François Paré, Nota bene, coll. « Essais critiques », 2008, 262 p.
- Lire Poliquin (dir.), Prise de parole, coll. « Agora », 2009, 298 p.
- En marge. Relire vingt-cinq romanciers méconnus du XXe siècle (dir.), Nota bene, coll. « NB poche », 2010, 279 p.
- Décliner l'intériorité. Le roman psychologique des années 1940 et 1950 au Québec (dir.), Nota bene, 2011, 248 p.
- La Fiction du héros. L'Oeuvre de Daniel Poliquin, Nota bene, 2011, 221 p.
- Pierre Bost, Flots d'encre et flots de miel, recueils d'articles littéraires inédits recueillis, présentés et annotés par François Ouellet, La Thébaïde, 2013, 252 p.
- Grandeurs et misères de l'écrivain national. Victor-Lévy Beaulieu et Jacques Ferron, Nota bene, 2014, 380 p.
- Romans exhumés 1910-1960. Contribution à l'histoire littéraire du XXe siècle (dir. avec Bruno Curatolo et Paul Renard), Éditions universitaires de Dijon, 2014, 194 p.
- Journalisme et littérature dans la gauche des années 1930 (dir. avec Anne Mathieu), Presses Universitaires de Rennes, 2014, 248 p.
- Jean Prévost le multiple (dir. avec Emmanuel Bluteau), Presses Universitaires de Rennes, 2015, 152 p.
- Contre l'oubli. Vingt romanciers français du XXe siècle à redécouvrir (dir.), Nota bene, 2015, 307 p.
- La Littérature précaire. De Pierre Bost à Pierre Herbart, Éditions Universitaires de Dijon, 2016, 145 p.
- Habiter la littérature. Mélanges offerts à Hans Jürgen Greif (dir. avec Patrick Bergeron), L'instant même, 2016, 248 p.
- Pierre Bost, La Matière d'un grand art. Écrits sur le cinéma des années 1930, recueils d'articles littéraires inédits recueillis, présentés et annotés par François Ouellet, La Thébaïde, 2016, 400 p.
- La Littérature franco-ontarienne depuis 1996. Nouveaux enjeux esthétiques (dir. avec Lucie Hotte), Prise de parole, coll. « Agora », 2016, 282 p.
- Léon Lemonnier, Manifeste du roman populiste et autres textes, édition établie par François Ouellet, La Thébaïde, 2017, 186 p.
- La Matière des mots. Entretiens avec Hans-Jürgen Greif, Nota bene, 2021, 237 p.
- Le Bazar imaginaire de Jacques Spitz (dir. avec Patrick Guay et Natacha Vas Deyres), Presses Universitaires de Rennes, 2022, 240 p.
- André Beucler,Vu d'Allemagne. Reportages 1931-1939, édition d'Emmanuel Bluteau et François Ouellet, La Thébaïde, 2023, 422 p.
- Couleurs d'écriture. De Julien Blanc à Raymonde Vincent (dir.), Éditions Universitaires de Dijon,2023, 201 p.
- Pierre Bost, André Chamson, Jean Prévost, Génération 1919. Déposition d'écrivains en devenir, textes réunis et présentés par Emmanuel Bluteau et François Ouellet, La Thébaide, 2023.
- André Gide et l'autre sexe (dir. avec Patrick Bergeron et Stéphanie Bertrand),Classiques Garnier, 2024.
- L'Espace signifiant du texte. Métaphore paternelle et significations collatérales, Presses de l'Université de Montréal, 2025.